# Réserve naturelle provinciale Hockley Valley
La réserve naturelle provinciale Hockley Valley (anglais : Hockley Valley Provincial Nature Reserve) est une réserve naturelle de l'Ontario située dans le comté de Dufferin.